# Naoya Saeki
Naoya Saeki (佐伯 直哉 Saeki Naoya?, nacido el 18 de diciembre de 1977 en Tokio) es un exfutbolista japonés. Jugaba de centrocampista y su último club fue el Tokyo Verdy de Japón.

## Trayectoria

### Clubes
| Club             | País  | Año         |
| ---------------- | ----- | ----------- |
| Júbilo Iwata     | Japón | 2000 - 2001 |
| Vissel Kobe      | Japón | 2001 - 2005 |
| Omiya Ardija     | Japón | 2006 - 2008 |
| Avispa Fukuoka   | Japón | 2006        |
| JEF United Chiba | Japón | 2009        |
| Tokyo Verdy      | Japón | 2010 - 2012 |

## Estadística de carrera

### J. League
| Club             | Año   | J. League | J. League | Copa J. League | Copa J. League | Total | Total |
| Club             | Año   | Part.     | Goles     | Part.          | Goles          | Part. | Goles |
| ---------------- | ----- | --------- | --------- | -------------- | -------------- | ----- | ----- |
| Júbilo Iwata     | 2000  | 0         | 0         | 0              | 0              | 0     | 0     |
| Júbilo Iwata     | 2001  | 1         | 0         | 0              | 0              | 1     | 0     |
| Vissel Kobe      | 2001  | 10        | 0         | 0              | 0              | 10    | 0     |
| Vissel Kobe      | 2002  | 23        | 2         | 1              | 0              | 24    | 2     |
| Vissel Kobe      | 2003  | 2         | 0         | 2              | 0              | 4     | 0     |
| Vissel Kobe      | 2004  | 12        | 0         | 0              | 0              | 12    | 0     |
| Vissel Kobe      | 2005  | 30        | 0         | 4              | 0              | 34    | 0     |
| Omiya Ardija     | 2006  | 1         | 0         | 2              | 0              | 3     | 0     |
| Avispa Fukuoka   | 2006  | 21        | 1         | 0              | 0              | 21    | 1     |
| Omiya Ardija     | 2007  | 17        | 0         | 3              | 0              | 20    | 0     |
| Omiya Ardija     | 2008  | 20        | 0         | 2              | 0              | 22    | 0     |
| JEF United Chiba | 2009  | 1         | 0         | 1              | 0              | 2     | 0     |
| Tokyo Verdy      | 2010  | 30        | 1         | -              | -              | 30    | 1     |
| Tokyo Verdy      | 2011  | 32        | 0         | -              | -              | 32    | 0     |
| Tokyo Verdy      | 2012  | 2         | 0         | -              | -              | 2     | 0     |
| Total            | Total | 202       | 4         | 15             | 0              | 217   | 4     |